# Eugene Luther Vidal
Eugene Luther « Gene » Vidal ( /v ɪ ˈ d ɑː l / 13 avril 1895 - 20 février 1969) est un pionnier américain de l'aviation commerciale, officiel du New Deal, inventeur et athlète. Il est le père de l'auteur Gore Vidal.
Pendant huit ans, de 1929 à 1937, il travailla en étroite collaboration avec Amelia Earhart dans un certain nombre d'entreprises liées à l'aviation et fut le directeur de l'aviation civile du président Franklin Roosevelt de 1933 à 1937.
Dans sa nécrologie, Time ajoute qu'Eugene Vidal joua football à Académie militaire de West Point et participa au décathlon aux Jeux Olympiques d' Anvers de 1920. Plus tard, il  enseigna l'aviation et fut entraîneur de football à l'académie ; il démissionna de sa commission en 1926 pour devenir directeur général adjoint de Transcontinental Air Transport (en)  (plus tard TWA ),.
De septembre 1933 à mars 1937, il fut directeur du Bureau of Air Commerce  à Washington, un prédécesseur de la Federal Aviation Administration, où il organisa et développa le programme aéronautique civil du gouvernement, y compris la création du premier système de Contrôle de la circulation aérienne. Plus tard, il fut directeur et copropriétaire de Northeast Airlines (en), et conseiller en aviation du chef d'état-major de l'armée de terre des États-Unis.
Vidal devint l'un des pionniers de l'industrie de l'aviation commerciale et fut cadre pour trois compagnies aériennes dans les années 1920 et 1930, qui se développèrent en TWA, Eastern Airlines et Northeast Airlines.

## Début de la vie
Vidal est né en 1895 à Madison, dans le Dakota du Sud, fils de Margaret Ann (née Rewalt) et de Felix Luther Vidal,. Il est le deuxième aîné de cinq enfants,. Son grand-père paternel, Eugen Fidel Vidal, est né à Feldkirch, en Autriche, d'origine romanche, et sa grand-mère paternelle, Emma Hartmann, était suisse.
Vidal fut un athlète polyvalent au lycée et au collège. À l'Université du Dakota du Sud de 1913 à 1916, il fut un letterman du football, du basket-ball, du baseball et de l'athlétisme. Vidal fut capitaine des équipes de football de 1915 et de basket-ball de 1916 de l'université, menant l'équipe de basket-ball au score les deux années, aidant ainsi l'université à remporter un Intercollegiate Conference Title lors de sa participation. Vidal obtint un diplôme d'ingénieur de l'USD et accepta ensuite une nomination du membre du Congrès Royal C. Johnson (en) à l'Académie militaire des États-Unis en juillet 1916.
En tant que joueur de football pour l'armée (Army Black Knights football (en)), il fut décrit comme un running back, un punter, un drop kicker, un pass receiver et un backup defenseman. En 1916, Vidal marqua trois touchés et lança un panier de 45 verges lors d'une victoire 30-10 sur Notre Dame. Il marqua également le touché décisif dans une victoire de 15-7 contre la Navy (en) sur une passe en avant (en) lancée par le quarterback  de l'armée Charlie Gerhardt. L'armée alla 9-0 cette saison et devança ses adversaires 235-36. The New York Times a rapporté qu'il avait raté la saison 1917 à cause d'un épisode de bizutage, mais qu'il avait ensuite été nommé capitaine de l'équipe de 1918. Il joua également en athlétisme et fut le meilleur buteur de l'armée dans son équipe de basket-ball de 1917-18 avec 8,3 points par match, pour lequel il fut nommé All-American par la Helms Athletic Foundation (en).
À 25 ans, il était classé comme 5-10 (178 cm) de hauteur et pesant 181 livres (82 kg) par le Comité olympique des États-Unis.

## Service militaire, Jeux olympiques et football
Le class West Point Vidal (à l'origine la classe de 1920) obtint son diplôme le 1er novembre 1918, 19 mois plus tôt à cause de la Première Guerre mondiale, Vidal étant classé 72e au mérite général. Il fut nommé sous-lieutenant dans le Corps du génie, mais la guerre se terminant le 11 novembre 1918, il n'eut pas à être envoyé outre-mer. Vidal fut affecté au Camp AA Humphreys, en Virginie, du 2 décembre 1918 au 4 juin 1919 en tant qu'élève officier pour terminer sa formation d'officier de branche à l'US Army Engineer School (en).
Avec la fin de la guerre, de par la renommée nationale et les prouesses de Vidal en tant qu'athlète il résulta dans de nombreux cas, au cours de sa carrière militaire, des congés ou des affectations en dehors de ses fonctions normales, pour se produire dans des sports, allant des intra-muros (en), aux Jeux olympiques et matchs de football professionnel (en) . Au cours de l'été 1919, il fut membre de l'équipe des États-Unis aux Jeux interalliés à Paris, en France, visitant ensuite les champs de bataille de la première Guerre mondiale. Il retourna au Camp Humphreys en septembre pour suivre son cours d'officiers de compagnie et fut promu first lieutenant le 28 septembre 1919. En mai 1920, il fut affecté au 13th Engineer Regiment mais prit un autre congé au cours de l'été pour assister aux essais olympiques à Travers Island, New York et aux Jeux d'été à Anvers, puis il parcourut l'Europe avec la US Olympic RugbyTeam jusqu'en novembre. À son retour à Camp Humphreys, il entreprit le cours technique avancé en génie civil.
Le 2 juillet 1921, Vidal fut affecté à Carlstrom Field (en), en Floride, pour une formation de pilote à l'Air Service Pilot School, et transféré en grade à l'Air Service le 28 juillet. Le cours d'instruction dura quatre mois et Vidal reçu sa qualification de pilote d'avion (en). Le 16 janvier 1922, il fut affecté à une formation avancée en vol à l'Air Service Observation School de Henry Post Field (en), Oklahoma, y restant jusqu'au 15 juin 1922,.
Vidal retourna à West Point le 5 juillet 1922 pour une période de service de quatre ans, en tant qu'assistant instructeur au département de tactique, le premier membre du service aérien à être affecté au personnel de l'académie. Plus tard, il fut également instructeur adjoint en gymnastique militaire et culture physique, avec des tâches collatérales comme entraîneur des équipes de gymnastique (1922-1923) et d'athlétisme (1923-1924) de l'académie. En 1925, l'entraîneur de football en chef de l'armée, John "Cap" McEwan (en) , le nomma entraîneur de football adjoint. À la fin de la saison 1925, il prit un congé de l'académie le 12 décembre.
Vidal démissionna de sa commission le 10 mars 1926 pour se lancer dans l'immobilier en Floride, mais il perdit tous ses investissements dans le "bust", l'effondrement  qui suivit. Après avoir été entraîneur de football universitaire de 1926 à 1928, en mars 1929, Vidal rejoignit Transcontinental Air Transport (TAT), où il devint rapidement directeur général adjoint dans son bureau de St. Louis, Missouri.

### Jeux olympiques
Vidal  participa en tant qu'athlète aux Jeux olympiques de 1920 et en tant qu'entraîneur aux Jeux de 1924. En 1920, il  obtint une première place en compétition au décathlon, dans la huitième manche du 100 mètres, et se classa septième au classement général de l'épreuve. En 1924 à Paris, Vidal fut entraîneur adjoint de piste chargé des équipes de pentathlon moderne et de décathlon. Il fut le premier diplômé de l'USD à faire partie d'une équipe olympique,.

### Football post-universitaire
Alors qu'il était en poste à Carlstrom, Vidal joua également brièvement pour les Sénators de Washington de l'American Professional Football Association en 1921, apparaissant dans un match,. Lorsque Cap McEwan quitta l'Army Black Knights football (en)  pour devenir entraîneur de football en chef à l'Oregon (Ducks de l'Oregon), il embaucha Vidal comme entraîneur adjoint pour les saisons 1926, 1927 et 1928.

## Professionnel de l'aviation commerciale
Lors du crash de Wall Street en 1929, TAT a subi des pertes financières importantes. Avant la fin de l'année, tout le personnel exécutif de Saint-Louis, y compris Vidal, fut licencié. En février suivant, Vidal avec le pilote vétéran de la poste aérienne Paul Collins, lui aussi licencié par TAT, se rendirent à Philadelphie pour organiser la première compagnie aérienne de banlieue, la New York, Philadelphia and Washington Airway Corporation, mieux connue sous le nom de Ludington Airline (en), financée et détenue. par les frères Nicholas et Charles Townsend Ludington (en) . Vidal devint vice-président et directeur général de l'entreprise. Amelia Earhart fit un investissement de 30 000 $ et fut également nommée vice-présidente, chargée de la publicité. Au cours de sa première année, utilisant sept trimoteurs Stinson SM-6000B à 10 passagers selon une grille horaire de jour,entre Washington, DC et New York, Ludington devint le premier transporteur aérien purement passagers à afficher un bénéfice. Cependant Vidal, Collins et Earhart quittèrent la compagnie aérienne en 1932, lorsque sa rentabilité diminua en raison d'un échec en 1931 à obtenir un contrat de poste aérienne et ses subventions,. En août 1933, tous trois investirent 2 500 $ dans la filiale de transport aérien de passagers de la Boston and Maine Corporation, Boston & Maine Airways, et constituèrent une société holding, National Airways, Inc., pour se procurer des avions pour l'entreprise. Collins et Earhart étaient respectivement président et vice-président du B&MA tandis que Vidal, alors au service du gouvernement, était un directeur non rémunéré. Il devint associé de Boston & Maine Airways en 1938, qui fusionna avec National Airways en novembre 1940 et devint Northeast Airlines (en),.

### Département du commerce
Vidal rejoignit le département du commerce des États-Unis en juin 1933, nommé par le président Franklin D. Roosevelt au poste de directeur adjoint de la réglementation aérienne dans sa branche aéronautique. Plus de 40 candidats étaient parrainés pour le poste d'administrateur par divers partisans politiques du président, dont Vidal, mais Roosevelt a retardé toute nomination. Le 19 septembre 1933, sur la recommandation d'Earhart à Eleanor Roosevelt, Vidal fut nommé directeur de l'aéronautique. Peu de temps après sa nomination, il apparut sur la couverture du Time magazine du 18 décembre 1933 et fut reconnu par la Chambre de commerce des États-Unis comme l'un des « 12 Outstanding Young Men of America ». Le 1er juillet 1934, avec Vidal en tant que directeur, la branche aéronautique fut rebaptisée Bureau of Air Commerce (BAC) pour souligner son statut d'agence de réglementation,.
Le mandat de Vidal en tant que directeur fut difficile. En novembre 1933, il rendit publique une proposition de développement d'un avion léger sûr produit en série, l'équivalent aéronautique de l'automobile Ford Model T, qui ne coûterait que 700 $, l'appelant le projet "Poor Man's Airplane" et faisant partie d'un New Deal pour l'aéronautique." L 'avion à 700 $, « $700 airplane » est devenu un objet de ridicule qui hantera le reste de son mandat au gouvernement,. Vidal appela à un financement fédéral de 1 000 000 $ pour financer le projet, et la moitié de cette somme fut immédiatement allouée par l'Public Works Administration, mais en mars 1934, l'opposition s'était solidifiée et les fonds furent annulés, ne laissant à Vidal aucune autre option que de trouver des sources du secteur privé prêtes à expérimenter la chose par eux-mêmes,.
Vidal également organisa le siège du Bureau afin que le pouvoir décisionnel soit réparti entre lui-même et deux sous-directeurs, pour la navigation aérienne et pour la réglementation aérienne, dans le but de rendre le Bureau plus efficace dans son rôle de réglementation. Cependant, sur les sept divisions fonctionnelles du BAC, seules l'administration et l'information aéronautique étaient responsables devant Vidal et la désorganisation résultait d'un manque de lignes d'autorité claires. Un manque de procédures et de politiques  créa ce qu'un historien de l'aviation a décrit comme une « jungle de papier » de règles, de bulletins, d'avis et de rapports,.
Après le vol TWA 6, un Douglas DC-2 transportant 13 personnes, s'écrasa à Atlanta, Missouri le 6 mai 1935, tuant cinq personnes dont le sénateur américain Bronson M. Cutting (en), Vidal et le BAC firent l'objet de sévères critiques. L'avion de ligne s'était perdu dans le brouillard, avait raté son approche à l'aéroport de Kansas City et n'avait pas pu trouver l'aéroport secondaire de Kirksville (en) car la balise radio ne fonctionnait pas correctement. Le vol 6 manqua de carburant et soit par inadvertance a percuté le sol, soit s'est écrasé en essayant de faire un atterrissage d'urgence dans l'obscurité. C'était le septième d'une série d'accidents mortels qui ont coûté la vie à 43 personnes. Une longue enquête sur l'accident du vol 6 et la sécurité aérienne en général (et par déduction, le BAC) s'ensuivit tout au long de 1936 par un sous-comité spécial du comité sénatorial du commerce, présidé par le sénateur Royal S. Copeland (en). Le comité Copeland (en)  publia en juin 1936 un rapport préliminaire cinglant, accusant le BAC de manque de sécurité aérienne, et alors que le rapport était biaisé contre Vidal parce qu'il était un New Dealer (FDR avait soutenu l'adversaire de Copeland lors de la primaire démocrate de 1934), la critique porta atteinte à la campagne de réélection de Roosevelt,.

Vidal (à droite) rencontre avec Eddie Rickenbacker en 1937

Face aux critiques de sa politique aéronautique par le Congrès et l'industrie du transport aérien, Roosevelt décida de réorganiser le BAC, de renvoyer Vidal et ses deux directeurs adjoints, et de nommer un avocat pour le remplacer. Il fut cependant contraint de réintégrer Vidal, quand Earhart conseilla à Mme Roosevelt qu'elle retirerait publiquement son soutien à la réélection de FDR s'il ne le faisait pas,. Après que Copeland a annoncé une nouvelle série d'enquêtes en novembre, la désorganisation du Bureau et l'hostilité continue de l'industrie aéronautique contribuèrent à sa démission le 28 février 1937,.
Après les élections de 1936, Earhart entama la planification finale de son tour du monde équatorial, mettant l'accent sur des considérations majeures sur le carburant et le routage à travers l'océan Pacifique. Vidal suggéra que des pistes d'atterrissage soient construites sur la minuscule île inhabitable de Howland, la plus grande terre le long de l'itinéraire prévu, à la fois à portée de la Nouvelle-Guinée et d'Hawaï. Earhart accepta la suggestion et fit la demande pour son utilisation. Sous la direction du président, le ministère de l'Intérieur, qui administrait l'île, commença à construire les pistes en janvier 1937, utilisant les fonds de la Works Progress Administration, un ingénieur de la BAC pour superviser, une équipe de construction de l'armée américaine et un cotre de l'USCG pour les transporter. Sa première tentative de traverser le Pacifique se solda par des dommages à son avion, lorsqu'il fit un cheval de bois, à Hawaï le 20 mars 1937, et avec Vidal alors parti du BAC, elle rencontra une opposition de la nouvelle direction du Bureau, qui tenta d'empêcher un deuxième essai. Earhart elle-même écrivit que l'autorisation pour le voyage avait été accordée par le BAC, malgré sa réticence, et qu'il n'était pas en mesure de lui refuser, après que Vidal l'ait précédemment accordée.
Entre novembre 1935 et juillet 1936, Vidal dirigea la création des premiers centres de contrôle du trafic aérien aux États-Unis, négociant initialement un accord de trafic aérien interligne avec les compagnies aériennes, pour en construire et en exploiter plusieurs, jusqu'à ce que le financement puisse être affecté à une prise de contrôle fédérale du système, obtenue en mars 1936 pour l'exercice suivant. Le BAC reprit les fonctions de contrôle aérien dans les trois premiers centres de Cleveland, Newark et Chicago le 6 juillet 1936 et embaucha les 15 premiers contrôleurs aériens fédéraux.

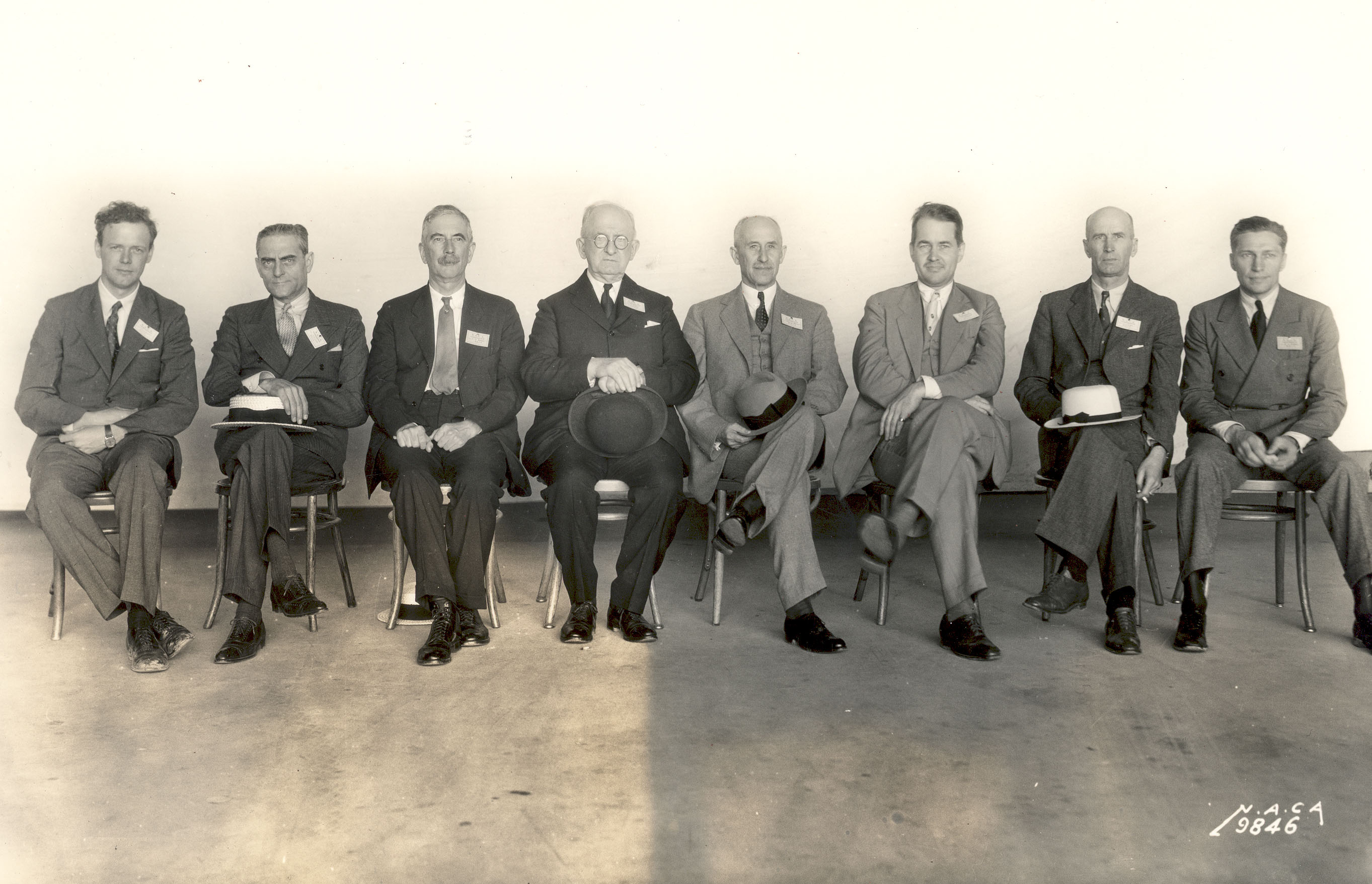
Huit des douze membres du National Advisory Committee for Aeronautics (NACA) à la 9e conférence annuelle sur la recherche en génie aéronautique, Langley Field, Virginie, le 23 mai 1934. De gauche à droite :Brig. Gen. Charles A. Lindbergh, USAFR ; le Vice Admiral Arthur B. Cook, USN ; Charles G. Abbot, secrétaire de la Smithsonian Institution ; Dr Joseph S. Ames, président du comité; Orville Wright;, Fleet Admiral ; Ernest J. King, USN; Eugene L. Vidal, directeur, Bureau of Air Commerce.

En tant que chef du BAC, Vidal occupa le fauteuil 10 du Comité principal (de 15 membres) du National Advisory Committee for Aeronautics (NACA) de novembre 1933 à avril 1937, et fut l'une des 120 personnes à siéger au comité pendant son existence entre 1915 et 1958, lorsqu'il est devenu la NASA. Parmi les membres non militaires du Comité principal pendant le mandat de Vidal figuraient Joseph S. Ames, Charles G. Abbot, Lyman J. Briggs, Harry F. Guggenheim (en), Charles A. Lindbergh, William P. MacCracken Jr. (en) et Orville Wright.
Son expertise en aviation le men& à plusieurs postes de consultation dans l'industrie et le gouvernement. Après avoir quitté le BAC, Vidal fut consultant technique pour Bendix Corporation (en) jusqu'en 1938, établissant son propre laboratoire à Bendix Borough (Teterboro), New Jersey. C'est le fondement de ce qu'il décria comme une société de développement, de licences et de brevets, la Vidal Research Corporation, qui, pendant les quinze années suivantes, acquit un certain nombre de sociétés de licences. En 1938, il incorpora la Aircraft Research Corporation pour établir un nom de marque pour les ventes d'avions. La même année, il devint consultant en aviation pour la United States Plywood Corporation.

## Entrepreneur post-New Deal
En 1935, alors qu'il poussait son concept d'avion à 700 $, Vidal avait vu le Atwood Duply Airmobile (numéro d'enregistrement civil NC-15318), un avion expérimental inventé par Harry Atwood et testé par Clarence Chamberlin. Il avait été construit selon un fuselage monobloc sans soudure utilisant Duply, un stratifié étuvé à la vapeur composé de bandes de placage de bouleau imprégnées d'acétate de cellulose. Après avoir quitté le BAC, Vidal expérimenta de 1937 à 1940 les composites bois-résine en utilisant un procédé de polymère thermodurcissable similaire à Duramold sous la bannière de Vidal Research Corporation. Les expériences avec le matériau de contreplaqué imperméable et durable, censé avoir une plus grande résistance à la traction qu'une épaisseur comparable d'aluminium, évoluèrent d'abord vers une petite entreprise, ne produisant que des plateaux et des dériveurs. Vidal breveta le procédé sous le nom de "Vidal Weldwood", diversement décrit comme « cooked wood » ou « molded plywood ».
Howell W. Miller, un concepteur d'avions légers exerçant ses activités sous le nom de Summit Aeronautical Company de Westfield, Massachusetts; travailla avec Vidal à Bendix Borough pour construire un petit avion entièrement fait à partir de Weldwood : le Summit HM-5. Un prototype fut construit (NX25332) et piloté avec succès. En 1940, sur la base de la fabrication réussie du HM-5, Vidal lança un projet sous le nom commercial Aircraft Research pour fabriquer un entraîneur de base pour l'Air Corps, désigné XBT-11 (en). Mais, après avoir fabriqué une maquette, Vidal ne put obtenir un contrat de la Materiel Division de l'Air Corps.
Après que les États-Unis aient été entraînés dans la Seconde Guerre mondiale, Vidal obtint des contrats pour fabriquer du matériel de guerre, principalement des roufs pour PT boat, pontons et réservoirs largables d'avions, qui lui valurent une nouvelle prospérité, qui avait échappé à ses tentatives entrepreneuriales antérieures. Les restrictions sur l'utilisation des métaux en 1942, en particulier l'aluminium, causées par une demande accrue des constructeurs navals et des avionneurs, amenèrent l'armée et la marine à exiger des conceptions de composants et d'équipements d'entraînement pouvant être fabriqués à partir de composites de bois. Les investissements dans les usines pour fabriquer des produits Weldwood sous licence immédiatement explosèrent. L'un de ces titulaires de licence était la Hughes Aircraft Division de Hughes Tool Company, et une autre était US Plywood. Le succès du produit fut largement médiatisé et lui valut un doctorat honorifique du Lawrence College.
Vidal voulut reprendre du service dans l'armée de l'air pendant la guerre mais, en juillet 1942 subit une crise cardiaque massive, passant huit mois en convalescence, ce qui l'empêcha de servir à nouveau,. Il prit sa retraite de la participation active dans son entreprise au début des années 1950, mais resta copropriétaire et directeur de Northeast Airlines. Il continua à fabriquer des meubles et d'autres produits en Weldwood à domicile dans son atelier.
Vidal agit en tant que conseiller en aviation du chef d'état-major de l'armée de 1955 à 1965, siégea au comité consultatif scientifique du secrétaire de l'armée, et fut membre du conseil du Howze Board (en) en 1962, qui développa le concept d'assaut aérien pour l'armée. En 1967, il visita l'émanation la plus célèbre du concept, la 1re division de cavalerie (aéromobile), à son camp de base au Sud-Vietnam.

## Vie privée
Le 11 janvier 1922, Vidal épousa Nina S. Gore (en), fille de Thomas Gore (en), l'un des deux premiers sénateurs démocrates de l'Oklahoma. Leur unique enfant naquit le 3 octobre 1925 :
- Gore Vidal (né Eugène Louis Vidal) (1925 – 2012)

Ils divorcèrent en 1935 et Nina ensuite épousa l'agent de change Hugh D. Auchincloss. En décembre 1939, après une brève cour, Vidal épousa Katharine "Kit" Roberts, alors mannequin de 20 ans de la Powers Agency (en) . Ils eurent deux enfants :
- Gene Vance Vidal (né en 1943)
- Valérie Vidal Hewitt (née en 1946)[41]

Il est allégué dans la biographie de Susan Butler (en), East to the Dawn: The Life of Amelia Earhart, l'éventualité confirmée par Kathleen Winters (en) dans Amelia Earhart: The Turbulent Life of an American Icon, que Vidal eut une relation amoureuse de longue date avec Earhart,, depuis 1929 quand ils travaillèrent ensemble pour Transcontinental Air Transport (en) jusqu'à sa disparition en 1937. Son fils, Gore Vidal, le témoignage de couverture de la biographie de Butler, ajoute de la crédibilité à l'histoire,.
Vidal est décédé des suites d'un cancer du rein en 1969 à Los Angeles, Californie, à l'âge de 73 ans, lors d'un voyage autour du monde. Ses cendres ont été dispersées à Fort Belvoir, qui avait été le Camp AA Humphreys et sa première affectation après l'obtention de son diplôme à West Point.

## Héritage
- Vidal fait partie du South Dakota Sports Hall of Fame[14].
- Vidal a été interprété par l'acteur Ewan McGregor dans le film Amelia de 2009[46].
- Depuis 1971, chaque année, le prix commémoratif Gene L. Vidal est décerné à l'Académie militaire des États-Unis au cadet qui a the « Most Significant and Practical Suggestion Adopted for Future Benefit of the United States Military Academy »